# Kanto (Pokémon)
Kanto (em japonês: カントー地方, Kantō-chihō) é um país ou região fictícia da série Pokémon. Sua geografia é baseada na região de Kanto, uma região da ilha de Honshu, no Japão, de onde vem seu nome. É possível notar que as formações de baía, vistas no mapa do jogo, e as formações reais de Sagami Bay, Suruga Bay e a Baía de Tokyo são semelhantes. 
|                                                    |  |                                |
| Mapa da região de Kanto no jogo Pokémon Red & Blue |  | Mapa da região de Kantō, Japão |

Ao sul de Kanto estão localizadas as Ilhas Sevii e as Ilhas Laranja. Hoenn, introduzido em Pokémon Ruby, Sapphire e Emerald, é supostamente localizado a seu sudoeste. A norte localiza-se Sinnoh, e as regiões de Unova e Kalos encontram-se a oeste de Johto e Kanto. A região de Alola, um arquipélago, localiza-se no sudeste do país.

## Nos games
Na primeira geração de games, Pokémon Red, Blue, and Yellow, Kanto é a única região explorável, apresentando uma variedade de ambientes naturais, bem como localidades urbanas, além de rotas montanhosas, silvestres, e oceânicas. Em Pokémon Gold, Silver e Crystal, que introduziu Johto, os jogadores foram capazes de viajar para Kanto (por barco à vapor ou trem-bala), depois de completar sua jornada em Johto. Os pokémons iniciais de Kanto são Bulbasaur (Grama/Veneno), Charmander (Fogo) e Squirtle (Água), entregues aos treinadores que querem iniciar sua jornada pela região pelo professor Samuel Carvalho (também conhecido como Prof. Oak).
Duas áreas da região de Kanto, Saffron City e o Estádio Pokémon, são reproduzidos em HAL Laboratory, e são populares nos jogos Super Smash Bros.
Na versão para Nintendo 64, Saffron City é um campo de batalha com paisagem urbana enquanto o Estádio Pokémon é uma arena básica. O Estádio de Super Smash Bros. Melee e da 2ª Fase em Super Smash Bros. Brawl transformam os diferentes tipos de campos de batalha, de acordo com os diferentes tipos de pokémon.
Em Pokémon Gold, Silver & Crystal, o jogador podia viajar para Kanto através do S.S. Aqua, em Olivine City, através do trem magnético em Goldenrod City ou a pé, passando por New Bark Town. Ao Sul de Kanto estão as Ilhas Laranja e as Ilhas Sevii. A Sudoeste de Kanto fica Hoenn e no norte fica Sinnoh, Unova se localizaria a oeste de Johto e Kanto, mas seria distante o suficiente para que viagens rápidas entre estas duas regiões e Unova sejam feitas apenas por avião (pelo mar ou a pé demoraria meses). A região de Kalos se localizaria a oeste de Kanto e Johto, mas seria menos distante do que Unova, podendo estar em algum ponto no caminho entre Johto e Unova. A região de Alola é um arquipélago que se localizaria no oceano a sudeste de Kanto.

## No anime
o protagonista Ash Ketchum é morador de Pallet Town e inicia sua jornada em Kanto com Misty e Brock. A primeira e a nona temporadas do anime ocorrem em Kanto. Nomes de locais no anime, por vezes diferem daqueles nos jogos.
No anime, Kanto é muito maior que nos jogos, possuindo muitas outras cidades não mostradas nos games, inclusive insígnias extras.  No episódio 75 - Um Osso Duro de Roer, é mostrado um treinador que possuía 8 insígnias válidas para a Liga Pokémon de Kanto, porém algumas de suas insígnias eram diferentes das insígnias de Ash. Ainda, no episódio 63, A Batalha da Insígnia, aos 2'00, Gary Carvalho mostra suas dez insígnias da Liga de Kanto, e apenas 3 delas também foram conseguidas por Ash - as insígnias da Rocha, Cascata e Arco-Íris.

## Geografia
Muitas das cidades de Kanto recebem nomes de cores, como por exemplo Pewter City, Viridian City, Saffron City e assim por diante. Pallet Town é o pontapé da série de cores, como paleta é a coleção de cores.

### Locais presentes nos jogos

#### Pallet Town
Pallet Town (マサラタウン, Masara Taun, Masara Town no original em Língua japonesa) é a cidade de origem do protagonista dos jogos, Red, e o do anime, Ash Ketchum, bem como do Professor Carvalho, e seu neto, Gary Carvalho. Situa-se ao sul de Viridian City e nos jogos, ao noroeste da Cinnabar Island.
Pallet Town é baseada em Machida, no estado de Tokyo, Japão, cidade natal de Satoshi Tajiri, mas sua localização corresponde à da Prefeitura de Shizuoka.

#### Viridian City
Viridian City (トキワシティ, Tokiwa Shiti, Tokiwa City no original em Língua japonesa) é a terceira maior cidade visitada pelo personagem principal nos games. Neles, é também onde se encontram o primeiro Pokémon Center e o primeiro mercado. Seu ginásio, nos games, é o 8º, pois quando o personagem principal passa por lá, ele está fechado. O líder deste é Giovanni. Após a derrota e desaparecimento de seu líder, o ginásio passa para a liderança de Gary nas continuações do jogo - Pokémon Gold, Silver e Crystal.
No anime, Viridian City é a sede da Equipe Rocket. Quando Ash passa por lá pela primeira vez, ele ainda não sabia sobre a Liga Pokémon, por isso não vai até o ginásio disputar a insígnia.

#### Pewter City
Pewter City (ニビシティ, Nibi Shiti, Nibi City no original em Língua japonesa) é localizado, nos games a noroeste de Kanto, entre Viridian Forest e o Mt. Moon. O líder de seu ginásio Brock, é especialista em Pokémons do tipo rocha.
Ainda nos games, há um museu, uma das atrações da cidade, onde podem ser observado um ônibus espacial, meteoritos - a Pedra da Lua - bem como fósseis de pokémons. Em Battle Frontier, a Pirâmide de Batalha se localiza próxima a Pewter.

#### Cerulean City
Cerulean City (ハナダシティ, Hanada Shiti, Hanada City no original em Língua japonesa) é a terceira cidade visitada pelo protagonista dos jogos, e onde se localiza a segunda líder de ginásio, Misty, a treinadora de pokémons do tipo água. A cidade também possui uma loja de bicicletas, no entanto, em Pokémon Gold, Silver e Crystal, a loja de bicicletas de Cerulean City foi fechada e outra foi aberta em Goldenrod City, em Johto. Ainda nos jogos, a caverna onde se localiza Mewtwo fica em Cerulean.
No anime, Cerulean City é uma cidade de tamanho médio. Ela apareceu em vários episódios, já que o ginásio é administrado pelas irmãs de Misty; esta, por sua vez, se torna o Líder do ginásio no final da aventura Johto.

#### Vermilion City

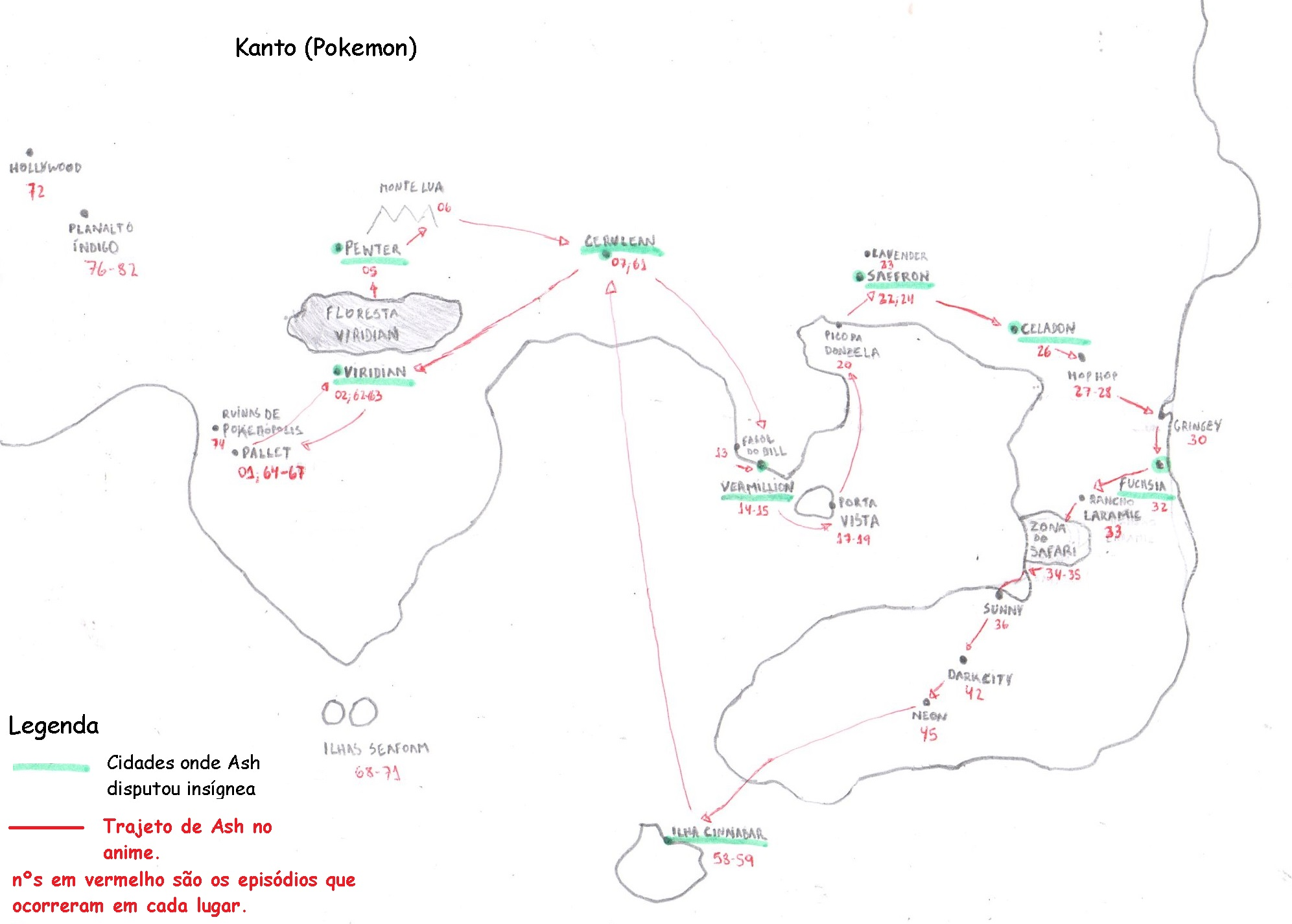
Mapa de Kanto no Anime Pokémon.

Vermilion City (クチバシティ, Kuchiba Shiti, Kuchiba City no original em Língua japonesa) é grande cidade cujo líder do ginásio, Lt. Surge, é especialista em pokémons do tipo elétrico. Vermilion City é a única cidade de Kanto a ter um porto marítimo internacional, que abriga anualmente um navio de luxo conhecido como S. S. Anne. Contido dentro do porto é um cais de carregamento vasto que prende uma caminhonete. Em FireRed e LeafGreen, Depois que o jogador ganha o sétimo crachá de ginásio, o porto será reaberto novamente; É usado para conectar a região de Kanto com as Ilhas Sevii. Em Pokémon Gold, Silver e Crystal, o porto conecta a região de Kanto e a cidade de Vermilion ao porto da cidade de Olivine na região de Johto. O S.S. Aqua é a balsa entre as duas regiões.

#### Lavender Town
Lavender Town (シオンタウン, Shion Taun, Shion Town no original em Língua japonesa) é uma pequena cidade que se acredita ser assombrada por pokémons fantasmas. Nos jogos, o "trocador de nomes" está localizado nela, e permite que o jogador altere os apelidos de pokémon. Ainda nos games, a principal atração da cidade é a Pokémon Tower, construída como um cemitério de pokémons. Se o jogador não tiver o Silph Scope, um dispositivo para identificar fantasmas, o fantasma pokémon encontrado lá aparecerá como sombras estranhas com os olhos, e o jogador não poderá batalhar contra eles. Todos os moradores falam de um fantasma que assombra a torre. Depois de derrotá-lo e chegar ao andar de cima, o jogador vai encontrar o Sr. Fuji, um homem velho que se preocupa com Pokémon e é popular em Lavender Town. Em Pokémon Gold, Silver, e Crystal, a torre é substituída por uma torre de rádio, e os túmulos pokémon foram transferidos para uma casa na cidade.
No anime, localiza-se próxima a Saffron. Ash vai até lá para tentar capturar um pokémon do tipo fantasma, e assim poder enfrentar a treinadora Sabrina, da cidade de Saffron, que usa pokémons psíquicos.

#### Celadon City
Celadon City (タマムシシティ, Tamamushi Shiti, Tamamushi City no original em Língua japonesa) é a segunda maior cidade de Kanto nos games. Nestes, ela possui uma loja de departamento (o maior Pokémart em Kanto), um hotel, um Game Corner e uma mansão. O quarto ginásio também é encontrado lá, e abriga Erika, que usa principalmente pokémon do tipo Grama.
Os membros da equipe de desenvolvimento Game Freak estão representados na mansão Celadon. Após o jogador ter completado o Pokédex (na verdade depois de obter qualquer 150 dos 151 Pokémon), o designer Game Freak dará ao jogador um diploma como uma recompensa por terminar o jogo. Este diploma pode ser impresso no Game Boy Printer.
No Game Corner, "O playground para adultos", os jogadores podem comprar moedas e usá-los para jogar num cassino. As moedas podem ser trocadas em uma loja ao lado de prêmios, como pokémons raros e "TMs". O Game Corner é secretamente administrado pelo sindicato criminoso Equipe Rocket; Seu porão é um esconderijo da Equipe Rocket, onde o chefe Giovanni está esperando. Depois que ele é derrotado, ele e todos os membros da Equipe Rocket em Celadon City vão embora.
No anime, a Líder do Ginásio, Érika, também é gerente de uma loja de perfumes. Ash se disfarça de garota para poder entrar no Ginásio após ser banido por não gostar de perfumes.

#### Fuchsia City
Fuchsia City (セキチクシティ, Sekichiku Shiti, Sekichiku City no original em Língua japonesa) é, nos jogos, a cidade mais ao sul do continente de Kanto. Ela abriga a Safari Zone e um zoológico de pokémons. Koga, que treina principalmente pokémons venenosos, líder do ginásio da cidade, ginásio este que contém paredes invisíveis que forçam o jogador a manobrar à sua volta. Em Pokémon Gold, Silver e Crystal, ele aceitou entrar para a Elite Quatro, e passou a liderança do ginásio para sua filha, Janine.

#### Safari Zone
A Safari Zone (サファリゾーン, Safari Zōn) é, nos games, uma área aberta onde várias espécies de Pokémon raros e exclusivos são encontradas. Por uma pequena taxa, os jogadores recebem uma quantidade limitada de Safari Balls (um tipo especial de Poké Ball) e podem tentar capturar Pokémon sem o auxílio de seus próprios Pokémon na Safari Zone até que tenham caminhado um certo Número de etapas. Ela também aparece em FireRed e LeafGreen.
Na primeira geração de jogos (Red e Blue), a Zona do Safári está localizada na parte norte da Cidade Fuchsia. Ela contém quatro áreas, cada uma contendo diferentes espécies de Pokémon. Em Pokémon Heart Gold/Soul Silver, após uma reforma a Zona de Safari de Kanto foi renomeada como Parque dos Companheiros (Pal Park), e recebeu vários pokémons das regiões de Johto, Hoenn, Sinnoh e da própria Kanto. A reforma incluiu a adoção de uma pequena área de floresta, de um lago maior, de uma pequena "montanha", de um braço de mar e manteve uma parte da área de savana, habitats diferentes para que pokemons de regiões diferentes não possam ter problemas de adaptação.
Nos animes, a Zona do Safári também fica próxima à cidade Fuchsia, mas devido ao banimento do episódio “A Lenda de Dratini” foi pouco mostrada, exceto pelo episódio “O Filho de Kangaskhan!”.

#### Saffron City
Saffron City (ヤマブキシティ, Yamabuki Shiti, Yamabuki City no original em Língua japonesa) é, nos jogos, uma das maiores cidades de Kanto. Neles, existem dois ginásios na cidade: o ginásio oficial da Liga Pokemon, liderado por Sabrina, que treina principalmente pokémons do tipo psíquico, e ao lado o Dojo de Lutas, um ginásio não-oficial composto de treinadores de pokémons lutadores. Moradores da cidade dizem que o Fighting Dojo foi uma vez o ginásio oficial, mas perdeu o seu estatuto para o ginásio psíquico. Ao derrotar o Mestre do Dojo, o jogador ganha um pokémon raro à sua escolha.
No centro da cidade, há um edifício alto que abriga o Silph Co., um complexo de escritório utilizado pela Equipe Rocket. Silph Co. é uma empresa dedicada à criação de ferramentas para pokémons. Os produtos criados pelo Silph Co. incluem o Pokémon Porygon, o Up-Grade (para evoluir Porygon para Porygon2), Master Balls, e TMs e HMs. Para acessar a maior parte da cidade, o jogador deve liberar a sede da Silph Co. do controle da Equipe Rocket. Tem uma planta muito elaborada que utiliza almofadas teleport como uma forma de transporte. No último andar, Giovanni está esperando. Depois que o jogador o derrota, ele desaparece junto com todos os outros membros da Equipe Rocket.
Em Pokémon Gold, Silver e Crystal, a Silph Co. melhorou sua segurança e o jogador não pode mais ver os andares superiores. Saffron City também mudou no período de três anos desde Red, Blue e Yellow e agora tem uma estação de trem no distrito do norte. O trem do ímã faz funcionamentos regulares entre a cidade e Goldenrod City. Além disso, o jogador não pode mais lutar no Fighting Dojo.
Saffron City também está disponível em Super Smash Bros., contendo a Silph Co. e dois outros edifícios.
No anime é onde ocorre a quarta disputa de insígnia por Ash, onde ele enfrenta a poderosa Sabrina. Mais tarde na Batalha da Fronteira, Ash descobre que a Arena de Batalha é próxima a Saffron, assim como um Concurso Pokémon do qual May participa e é realizado na cidade.

#### Ilha de Cinnabar
Cinnabar Island (グレンじま or グレンタウン, Guren-jima or Guren Taun, Guren Island ou Guren Town no original em Língua japonesa), nos jogos, é o local de um laboratório e uma antiga mansão abandonada. Os jogadores podem ir ao laboratório para identificar e reavivar os fósseis obtidos em Pewter City e no Mt. Lua. O Ginásio está inicialmente bloqueado, mas depois de recuperar a chave da Mansão Pokémon, o jogador pode desafiar o Líder do Ginásio, Blaine, um treinador de pokémons do tipo fogo.
A Mansão Pokémon, é uma antiga mansão queimada onde o pesquisador Pokémon Dr. Fuji viveu até que Mewtwo foi criado e destruiu o edifício. Vários diários estão espalhados por todo o edifício contendo informações breves sobre a criação de Mewtwo.
Em Pokémon Gold, Silver, e Crystal, grande parte da ilha de Cinnabar foi destruída por uma erupção vulcânica, e todos os edifícios da ilha, exceto o Centro Pokémon, desapareceram. Blaine mudou seu ginásio para as Ilhas Seafoam. O jogador também pode encontrar o atual Líder do Ginásio da Cidade de Viridian chamado Blue. (rival do jogador de Pokémon Red, Blue, e Yellow, é o nome que Gary Carvalho recebe nos jogos).
No anime, a Ilha de Cinnabar foi tomada por turistas, e muitos treinadores não sabem mais que existe um ginásio por lá, o que causa revolta no líder de seu ginásio, Blaine.

#### Floresta de Viridiana
A Floresta de Viridiana é repleta de pokémons do tipo inseto, apesar de podermos encontrar alguns Pidgeys e Pikachus. No animê, é onde Ash captura o seu primeiro pokémon, Caterpie, e seu segundo, Pidgeotto.
Reza a lenda de que o lendário Celebi vive nesta floresta.

#### Rock Tunnel
Um Túnel Rochoso, é a caverna que liga a rota 9 à Cidade de Lavender. Nos jogos podemos encontrar Onix, Geodudes e Mankeys.

#### Caverna dos Digletts
A Caverna dos Digletts é um covil formado pelo "trabalho" dos Digletts, e, portanto, repleto deles (e de Dugtrios). É pequena comparada com outras cavernas do jogo.

#### Monte Lua
Nos jogos.
Nos jogos o Monte Lua é onde se localiza Zubat, Geodude e Paras, e também apresenta o pokémon Clefairy, que até pouco tempo se acreditava viver apenas no Monte Lua, mas foram descobertos colônias que habitam o Monte Coronet, em Sinnoh, e o Grande Abismo, em Unova, dois locais muito distantes do Monte Lua, sendo o primeiro associado as lendas dos pokémons lendários Palkia, Giratina e Arceus e o segundo a queda de um meteoro que acredita-se ser o pokémon lendário Kyurem, acredita-se que Clefairy possa ter origem alienígena.
O Monte Lua é uma montanha com inúmeras cavernas, realmente um labirinto perigoso, mas em uma caverno iluminada pelo luar está a pedra da Lua, onde se pode evoluir Skittys, Clefairys, Jigglypuffs, etc.
No anime.
O monte Lua teve sua primeira aparição no episódio 6, Clefaire e a Pedra da Lua, neste episódio Brock captura um Zubat e Misty mostra seu Staryu.

#### Power Plant
É uma usina elétrica que foi dominada pelos pokémons elétricos, pois lá se encontram Electabuzz, Magnemite, Magneton, Pikachu, Voltorb, Electrode e o lendário Zapdos.

#### Torre Pokémon
A Torre Pokémon, localizada na Cidade de Lavander abriga os pokémon do tipo fantasma, conhecidos como Gastly e Haunter. Existem algumas treinadoras, chamadas canalizadoras (e mais tarde maníacas de feitiços) que estão possuídas por forças fantasma. Nesse lugar você ajuda o Sr. Fuji a fugir e também encontra um Marowak que morreu defendendo seu filhote Cubone ali. Este é o único pokémon selvagem que não pode ser capturado no jogo. O fantasma da mãe do Cubone deve ser completamente derrubado para encontrar a paz.
No meio de um dos andares, existe uma área de cura para o jogador e seus pokémons.

#### Seafoam Islands
As Ilhas Espuma do Mar (versão brasileira) são compostas por uma série de grandes cavernas localizadas a Leste da Ilha Cinnabar e a oeste da Cidade de Fuchsia, em Kanto.
Essas cavernas são labirintos em que o jogador precisa atravessar para poder continuar sua jornada, embora seja possível evitar essa área indo por Pallet.
- Pokémon encontrados: Na Primeira e Terceira Geração, é possível encontrar muitos Pokémon de Água e Gelo, além do lendário pássaro Articuno, que congelou o interior das cavernas das ilhas.

Seafoam Islands em Gold/Silver/Crystal
Em Pokémon Gold, Silver & Crystal, as Ilhas Espuma do Mar estão presentes, mas é só uma pequena caverna. Já que a Ilha Cinnabar foi quase que totalmente destruída por um vulcão, Blaine, o líder de ginásio da quase extinta ilha, estabeleceu seu ginásio ali aqui também fica o laboratório do professor Westwood. Nos remakes Heart Gold/Soul Silver, as ilhas mantêm seu tamanho original, mas uma das ilhas é o ginásio de Blaine e a outra é o lar de Articuno.

#### Victory Road
O Caminho da Vitória é a última caverna antes da Liga Pokémon, portanto, a mais perigosa. Muitos treinadores experientes e veteranos vem treinar nessa caverna.

#### Caverna de Cerulean
A Caverna de Cerulean é muito misteriosa e é exclusiva dos jogos, onde localizam-se os pokémons mais fortes e o lendário Mewtwo. Dizem que nem mesmo os membros da Elite dos Quatro tem autorização de entrar nesta caverna e poucos treinadores que pensaram em explorar a região mais profunda da caverna retornaram.

#### Planalto Índigo
Planalto Índigo ou Indigo Plateau, em inglês, é um lugar fictício da série Pokémon. Está localizada a Noroeste de Kanto e é a sede da Liga Regional Pokémon de Kanto e da Liga Regional Pokémon de Johto.

### Locais presentes apenas no anime

#### Ilha Crisântemo
Local famoso como destino turístico.

#### Cidade Cremini
Uma cidade próxima às Cataratas Tohjo.

#### Cidade Escura
Também chamada cidade Sombria, é uma cidade pequena, com muitas casas de madeira, situada entre a Zona Safari e Ilha Cinnabar. Na primeira temporada do anime, era disputada entre os ginásios Kaz e Yaz, que queriam tornar-se, ambos, o ginásio oficial da cidade, promovendo uma guerra urbana.

#### Cidade Gringey
Outrora próspera, com o passar do tempo, tornou-se poluída e praticamente abandonada.

#### Vila Oculta
Comandada por Melanie, é um lugar habitado por Pokémons que foram abandonadas por seus treinadores, até que estejam prontos para voltarem à natureza.

#### Hollywood
É baseada na Hollywood da vida real, e fica no Oeste de Kanto, já tendo sido um importante pólo cinematográfico. Existe apenas no anime.

#### HopHop
Uma grande cidade situada na periferia de Celadon.

#### Pico da Donzela
Uma pequena cidade relativamente próxima a Saffron, é conhecida por um festival que se realiza no final de cada verão, onde um suposto fantasma de uma donzela retorna.

#### Cidade Matcha
Local do laboratório do Dr. Akihabara.

#### Monte Refugio
É uma grande montanha perto de cidade de Pallet.

#### Cidade Neon
Uma cidade que possui cassinos, e foi inspirada em Las Vegas.

#### New Island
Local onde havia o Laboratório Secreto da Equipe Rocket, e onde, mais tarde, Mewtwo cria uma fortaleza.

#### Pokélantis
Assim como Pokemópolis, outra civilização perdida.

#### Pokemópolis
Foi uma cidade antiga, em ruínas, lar de uma civilização desaparecida, que adorava os pokémons. Aparece no episódio O Antigo Quebra-Cabeça de Pokemópolis, onde é citado por Ash que Pallet Town é a sua cidade mais próxima. Existe apenas no anime.

#### Porta Vista
Uma ilha que também é um popular destino turístico, situada próxima ao Pico da Donzela.

#### Sable City
Cidade localizada perto de Pewter City.

#### Cidade Ensolarado
Fica em uma das extremidades da Estrada de Ciclismo.

#### Cidade Terracota
Criada sob penhascos íngremes, é famosa por seus concursos pokémon.